# ベルジュラック
ベルジュラック (Bergerac) は、フランス南西部、ヌーヴェル＝アキテーヌ地域圏ドルドーニュ県にある、人口2万6千人ほどの町である。

## 位置
ドルドーニュ県の南西部に位置する。「石畳と緑の町」として知られる美しい町で、人口は県内で2番目に多い。商業都市で、この地方の特産品である、ワインとたばこの集散地になっている。